# Адміністративний устрій Сквирського району
Адміністративний устрій Сквирського району — адміністративно-територіальний поділ Сквирського району Київської області на 1 міську та 27 сільських рад, які об'єднують 50 населених пунктів і підпорядковані Сквирській районній раді. Адміністративний центр — місто Сквира.

## Список радСквирського району
| №  | Назва                            | Центр               | Населені пункти                                     | Площа км² | Місце за площею | Населення (2001), осіб. | Місце за населенням |
| -- | -------------------------------- | ------------------- | --------------------------------------------------- | --------- | --------------- | ----------------------- | ------------------- |
| 1  | Сквирська міська рада            | м. Сквира           | м. Сквира с. Кононівка                              |           |                 |                         |                     |
| 2  | Антонівська сільська рада        | с. Антонів          | с. Антонів                                          |           |                 |                         |                     |
| 3  | Буківська сільська рада          | с. Буки             | с. Буки                                             |           |                 |                         |                     |
| 4  | Великоєрчиківська сільська рада  | с. Великі Єрчики    | с. Великі Єрчики                                    |           |                 |                         |                     |
| 5  | Великополовецька сільська рада   | с. Великополовецьке | с. Великополовецьке с. Андріївка с. Мала Михайлівка |           |                 |                         |                     |
| 6  | Горобіївська сільська рада       | с. Горобіївка       | с. Горобіївка с. Лаврики                            |           |                 |                         |                     |
| 7  | Домантівська сільська рада       | с. Домантівка       | с. Домантівка с. Квітневе с. Ями                    |           |                 |                         |                     |
| 8  | Дулицька сільська рада           | с. Дулицьке         | с. Дулицьке с. Безпечна                             |           |                 |                         |                     |
| 9  | Каленнівська сільська рада       | с. Каленна          | с. Каленна                                          |           |                 |                         |                     |
| 10 | Кам'яногребельська сільська рада | с. Кам'яна Гребля   | с. Кам'яна Гребля с. Золотуха                       |           |                 |                         |                     |
| 11 | Красноліська сільська рада       | с. Красноліси       | с. Красноліси                                       |           |                 |                         |                     |
| 12 | Кривошиїнська сільська рада      | с. Кривошиїнці      | с. Кривошиїнці с. Цапіївка                          |           |                 |                         |                     |
| 13 | Малоєрчиківська сільська рада    | с. Малі Єрчики      | с. Малі Єрчики                                      |           |                 |                         |                     |
| 14 | Малолисовецька сільська рада     | с. Малі Лисівці     | с. Малі Лисівці с. Миньківці                        |           |                 |                         |                     |
| 15 | Мовчанівська сільська рада       | с. Мовчанівка       | с. Мовчанівка с. Рибчинці с. Улянівка               |           |                 |                         |                     |
| 16 | Оріховецька сільська рада        | с. Оріховець        | с. Оріховець                                        |           |                 |                         |                     |
| 17 | Пищиківська сільська рада*       | с. Пищики           | с. Пищики с. Безугляки                              |           |                 |                         |                     |
| 18 | Пустоварівська сільська рада     | с. Пустоварівка     | с. Пустоварівка                                     |           |                 |                         |                     |
| 19 | Рогізнянська сільська рада       | с. Рогізна          | с. Рогізна с. Дунайка с. Краснянка                  |           |                 |                         |                     |
| 20 | Рудянська сільська рада          | с. Руда             | с. Руда с. Владиславка                              |           |                 |                         |                     |
| 21 | Самгородоцька сільська рада      | с. Самгородок       | с. Самгородок с. Новий Шлях с. Саврань              |           |                 |                         |                     |
| 22 | Селезенівська сільська рада      | с. Селезенівка      | с. Селезенівка                                      |           |                 |                         |                     |
| 23 | Тарасівська сільська рада        | с. Тарасівка        | с. Тарасівка с. Нова Пустоварівка                   |           |                 |                         |                     |
| 24 | Тхорівська сільська рада         | с. Тхорівка         | с. Тхорівка                                         |           |                 |                         |                     |
| 25 | Чубинецька сільська рада         | с. Чубинці          | с. Чубинці с. Таборів                               |           |                 |                         |                     |
| 26 | Шаліївська сільська рада         | с. Шаліївка         | с. Шаліївка с. Терешки                              |           |                 |                         |                     |
| 27 | Шамраївська сільська рада        | с. Шамраївка        | с. Шамраївка                                        |           |                 |                         |                     |
| 28 | Шапіївська сільська рада         | с. Шапіївка         | с. Шапіївка с. Токарівка                            |           |                 |                         |                     |

* Примітки: м. — місто, смт — селище міського типу, с. — село, с-ще — селище, * - рада увійшла до складу ОТГ Білоцерківського району